# Verpackungstechnik
Unter Verpackungstechnik versteht man Vorgehensweisen, um Produkte als Packgut mittels Verpackung transportfähig zu machen.

## Glossar Verpacken
Folgende Fachbegriffe beschreiben nach DIN 55405 unabhängig vom Zweck der Verpackung die einzelnen Verpackungbestandteile und den Verpackungsvorgang:
Packstoff
Alle Materialien, aus denen die Verpackung besteht.
Packmittel
Verpackungskomponente, die den Hauptbestandteil der Verpackung darstellt und zur Aufnahme des Packguts dient. Es kann dabei zwischen niedrigem Vorfertigungsgrad (Karton, Bogen, Zuschnitte aus Folien) und hohem Vorfertigungsgrad (Flasche, Faltschachtel, Dose) unterschieden werden.
Packhilfsmittel
Sind für die Gestaltung einer Verpackung nötig (etwa Klebeband, Klammern).
Verpackung
Wird aus Packmitteln und Packhilfsmitteln während des Verpackungsvorganges gebildet (etwa Transportverpackung, Umverpackung, Sichtverpackung). Dient dem Schutz des Packgutes, des Menschen und der Umwelt, der Sicherung der Rationalisierung und der Information über Packung, Packgut, Handhabung und Entsorgung der gebrauchten Verpackung.
Packgut
Das zu verpackende Produkt, welches grundsätzlich einer der beiden Gruppen Massengut – also Flüssigkeiten, Schüttgut oder Sauggut – oder Stückgut zuzuordnen ist.
Packstück
engl. packing unit
Die vor, während und nach dem Verpackungsvorgang zusammengefasste Einheit, als Einzelpackung oder Sammelpackung, im Transportwesen ein Kollo (engl. trading unit).
Packung
engl. package
Wird aus Packgut und Verpackung während der Verpackungsvorgangs gebildet. Im Transportwesen steht dafür Gebinde: Paket, Tray.

## Methoden der Verpackungstechnik
Dabei ist folgender Grundsatz für Verpackungen gültig: „Soviel Verpackung wie nötig, so wenig Verpackung wie möglich“. Das Produkt muss also gegen alle erdenklichen Transportbelastungen ausreichend geschützt werden. Hierzu steht im Widerspruch, dass eine Verpackung keine Wertschöpfung für den Produkthersteller hat, folglich muss eine Verpackung möglichst billig sein.
Der Verpackungsvorgang findet manuell, halbautomatisch oder vollautomatisch statt. Das entsprechende Packgut ist dabei ausschlaggebend, welches Prinzip angewendet wird. Der vollautomatische Verpackungsvorgang erfolgt mittels Verpackungsmaschinen, welche nach den Prinzipien Formen, Füllen, Verschließen und Einschlagen arbeiten.
Außerdem sind die Verpackungskennzeichnung sowie allgemein die Transporttechnik und Logistik von Packgut weitere Bereiche der Verpackungstechnik.
(ADR)
Im erweiterten Sinn ist auch eine verkaufsfördernde Wirkung durch attraktive und auffällige Verpackungen gewünscht. In diesem Zusammenhang ist auf die Drucktechnik zu verweisen:
Nicht zu vergessen ist heutzutage die Rücknahmepflicht von Verpackungen durch den Hersteller. Diese ist in Deutschland im Kreislaufwirtschafts- und Abfallgesetz (KrW-/AbfG) geregelt. Daher wird schon beim Verpackungsdesign das spätere Recycling der Verpackung berücksichtigt.

## Optimierungen der Verpackungstechnik
VerpackungsoptimierungDieser Begriff bezeichnet die Einzelbestellung von Verpackungsmaterialien und wird verstärkt im Lean Management zur Prozessoptimierung eingesetzt.
Location optimizationOptimierung des Environment. In diesem Rahmen wird neuerdings häufig das Controllership zu Rate gezogen (siehe auch dreiköpfiges Organ).

## Software zur Verpackungsoptimierung
Es gibt verschiedene Computerprogramme, um die Verpackung und damit auch die Verpackungs-, Handlings-, Transport- und Lagerkosten zu optimieren. Diese dienen zur:
- Ermittlung raumeffizienter Verpackungsgrößen
- Berechnung der optimalen Anordnung von Verpackungen
- Berechnung passender Palettiermuster
- Beladungsoptimierung von LKWs und Containern